# Daniele da Volterra
Daniele Ricciarelli, meglio noto come Daniele da Volterra o il Braghettone (Volterra, 1509 – Roma, 4 aprile 1566), è stato un pittore, scultore e stuccatore italiano, ricordato soprattutto per la sua associazione, nel bene e nel male, con le ultime opere di Michelangelo.

## Biografia
Studiò inizialmente con gli artisti senesi, Il Sodoma e Baldassarre Peruzzi. Sembra che abbia accompagnato quest'ultimo a Roma nel 1535 e l'abbia aiutato a dipingere gli affreschi nel Palazzo Massimo alle Colonne. Diventò in seguito un apprendista di Perin del Vaga.
A Roma cominciò a lavorare nel circolo di Michelangelo, il quale si servì della sua influenza presso il papa Paolo III per assicurare a Daniele il posto di superintendente delle opere in Vaticano, una posizione che mantenne fino alla morte del papa nel 1549.
Michelangelo gli fornì anche degli schizzi sui quali Daniele basò alcuni dei suoi dipinti. La sua prima commissione importante furono gli affreschi della Cappella Orsini nella chiesa di Trinità dei Monti a Roma, nel 1541; è situato lì la sua opera forse più famosa, la Discesa dalla croce (1545 circa), che secondo un'ipotesi oggi rigettata sarebbe basata su disegni di Michelangelo.
Altre opere notevoli includono un dipinto di Davide che uccide Golia (1555 circa), ora al Louvre (basato su disegni di Michelangelo e a lungo creduto opera del maestro), la Strage degli innocenti (1557), ora agli Uffizi, un ritratto di Michelangelo e un busto dello stesso che creò dalla sua maschera funeraria.

## Censura nelGiudizio Universaledi Michelangelo
Ricciarelli è, suo malgrado, famoso per aver coperto con vestimenti e foglie di fico i genitali dell'affresco del Giudizio Universale nella Cappella Sistina, nel 1565, appena un anno dopo la morte del Buonarroti e 25 dalla realizzazione degli affreschi, dopo che il Concilio di Trento aveva condannato la nudità nell'arte religiosa; questo gli valse l'epiteto di "Braghettone". Grazie al suo intervento censorio, però, gli affreschi non vennero rimossi del tutto, come era invece previsto inizialmente, e poterono quindi conservarsi fino ad oggi.
Egli rimosse a colpi di scalpello e ridipinse anche la maggior parte di santa Caterina e l'intera figura di san Biagio dietro di lei, poiché nell'originale quest'ultimo sembrava guardare alla schiena nuda della donna.
Non suoi, invece, i perizomi ed i panneggi nella metà inferiore dell'affresco. Il lavoro del Ricciarelli sul Giudizio Universale fu interrotto alla fine del 1565 dalla morte di Pio IV; infatti l'impalcatura che usava dovette essere rimossa in fretta poiché la cappella serviva per l'elezione del nuovo papa.

## Opere

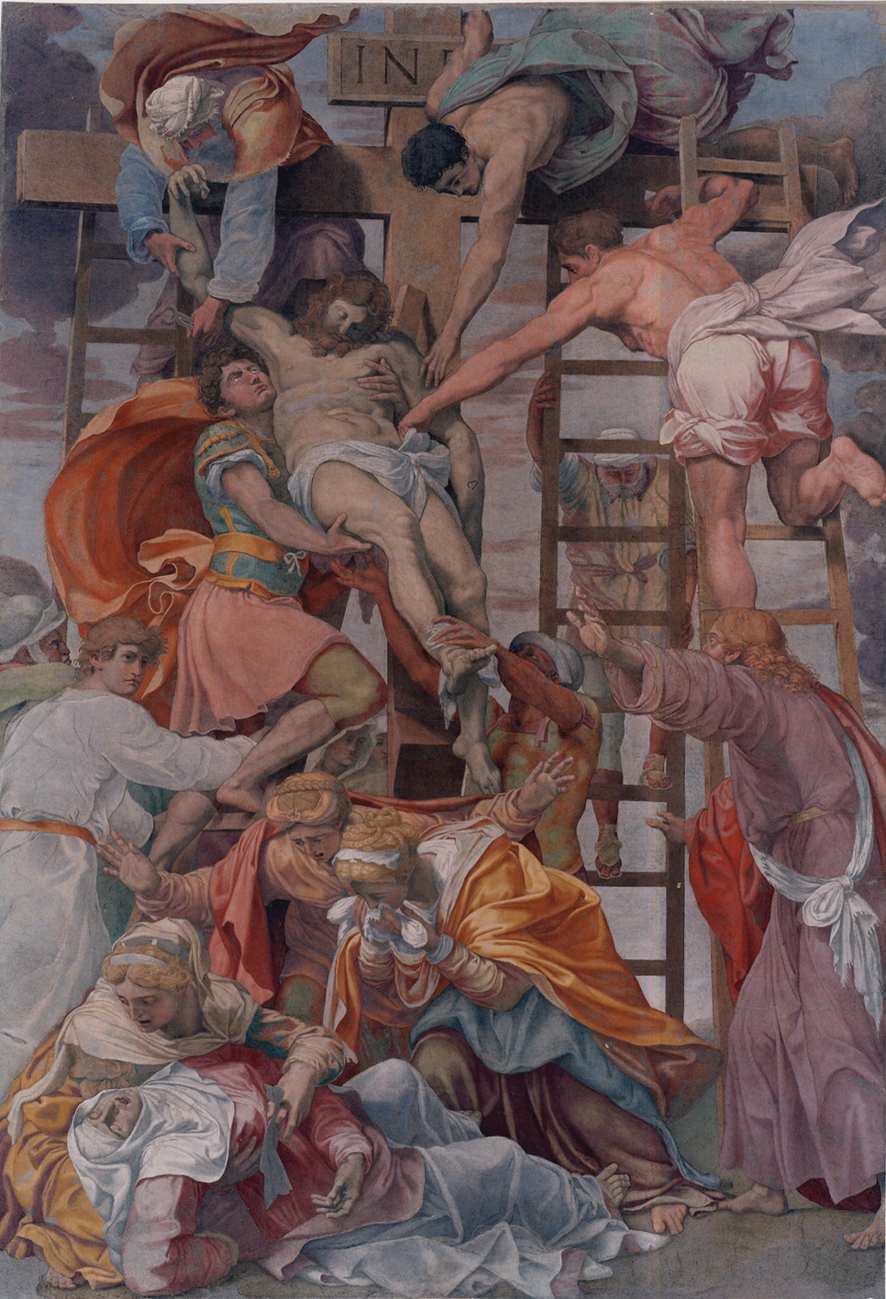
Discesa dalla croce (1545 circa), Chiesa della Trinità dei Monti, Roma

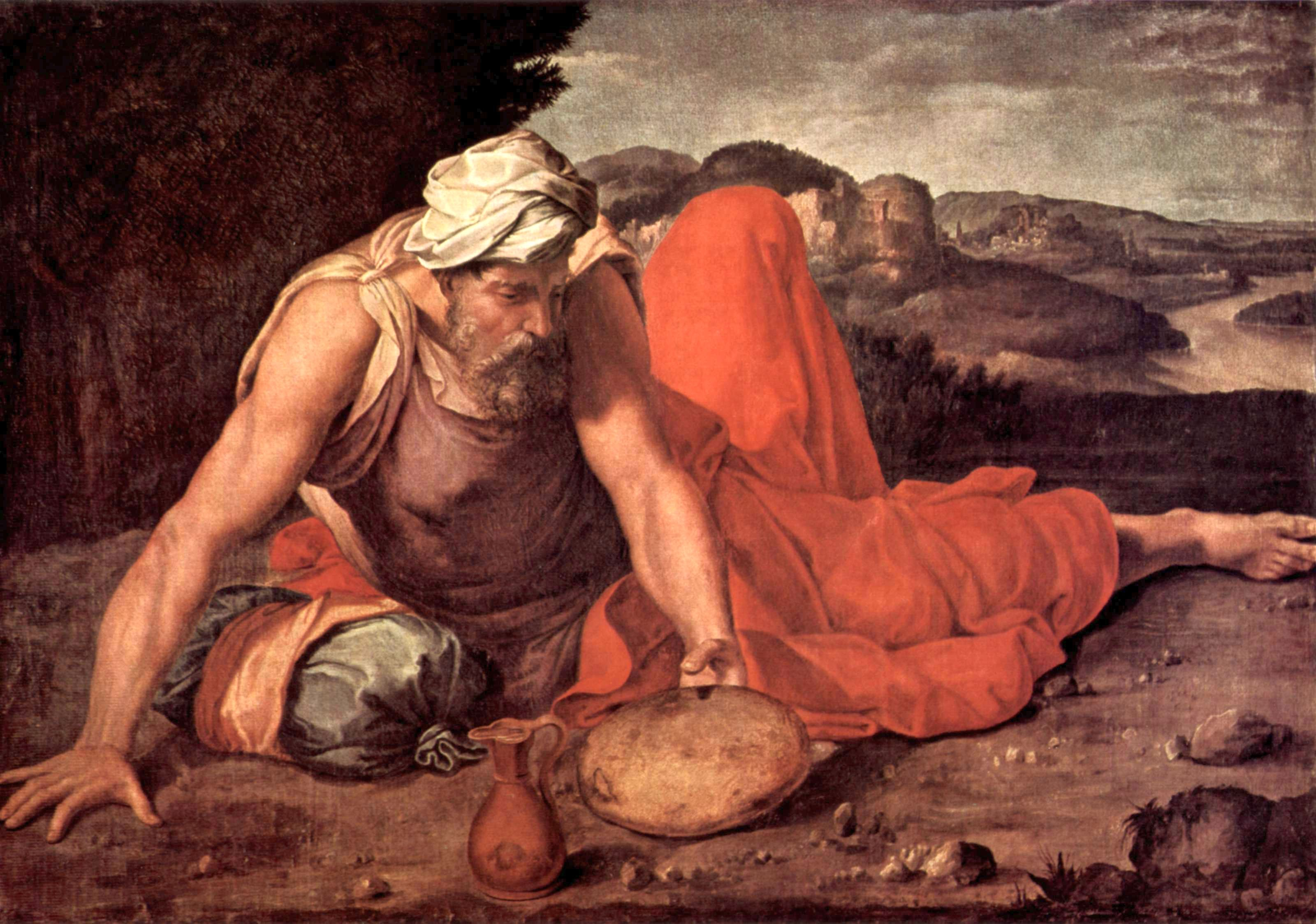
Elia nel deserto (1550-1560 circa), Galleria degli Uffizi, Firenze

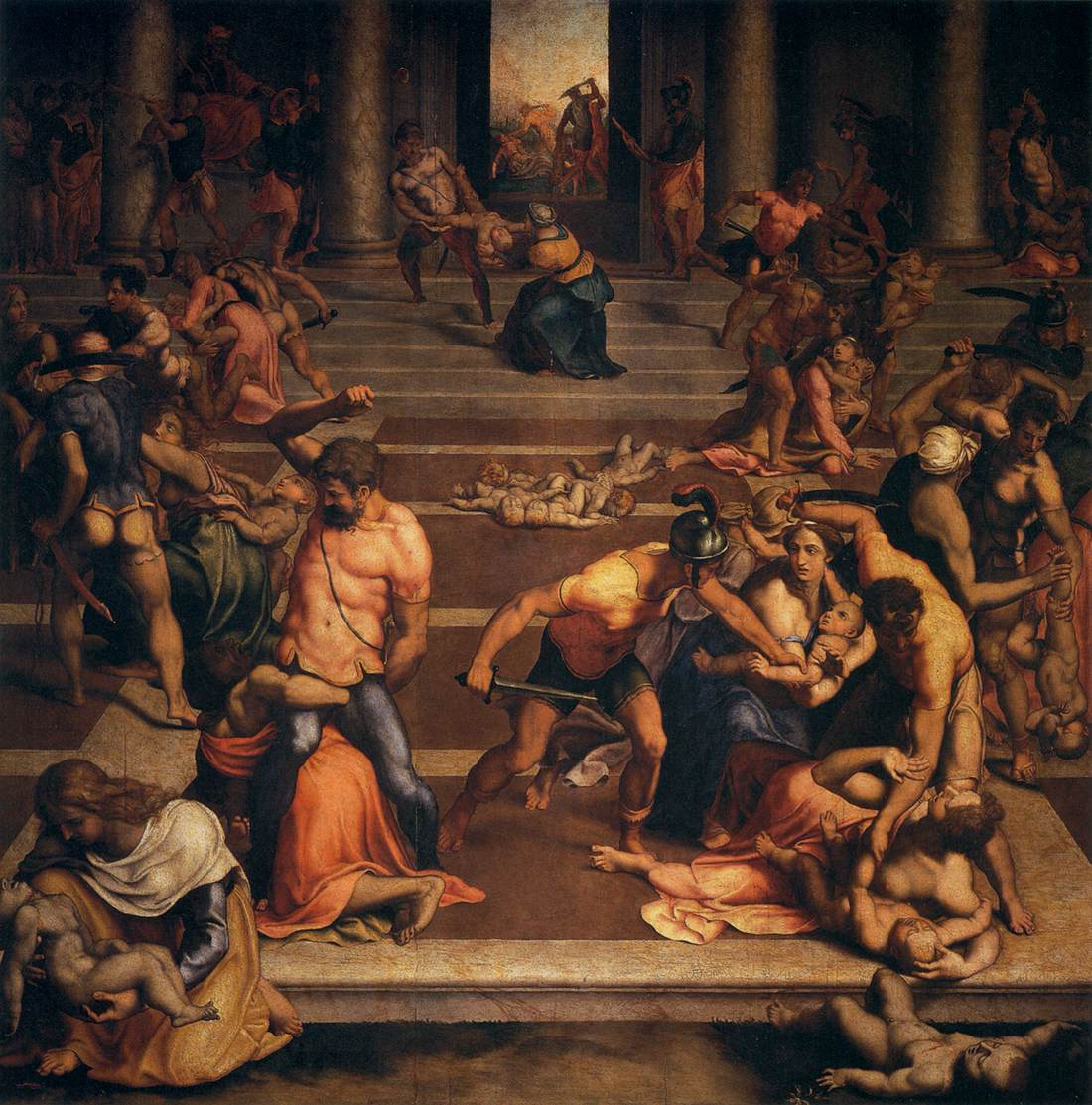
Strage degli innocenti (1557), Galleria degli Uffizi, Firenze

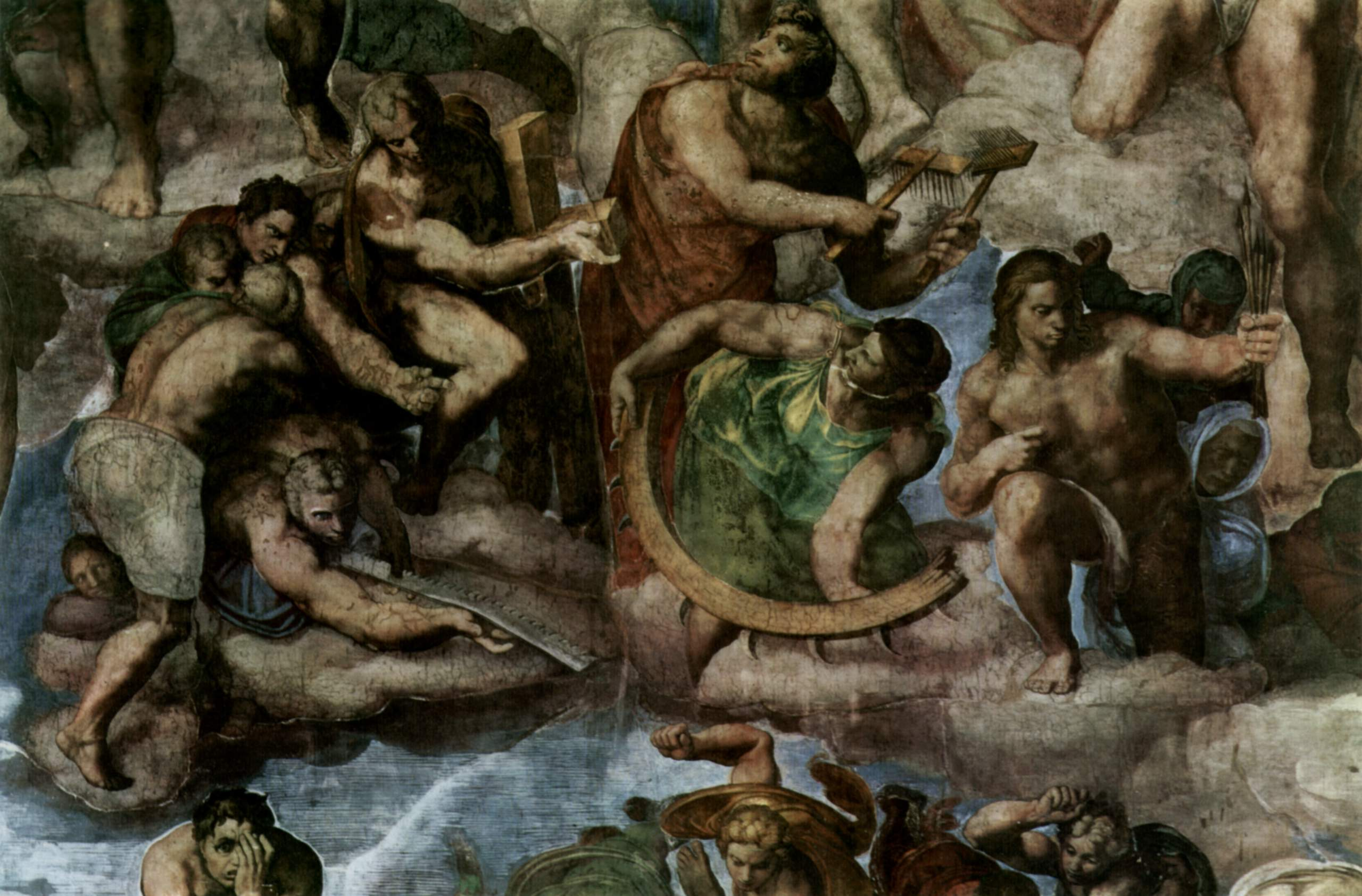
Michelangelo, dettaglio del Giudizio Universale (1534-1541). San Biagio, che tiene in mano i pettini di ferro del suo martirio, ed il corpo di Santa Caterina d'Alessandria, che tiene in mano una ruota di tortura, furono rimossi a colpi di scalpello e ridipinti da Daniele da Volterra nel 1565

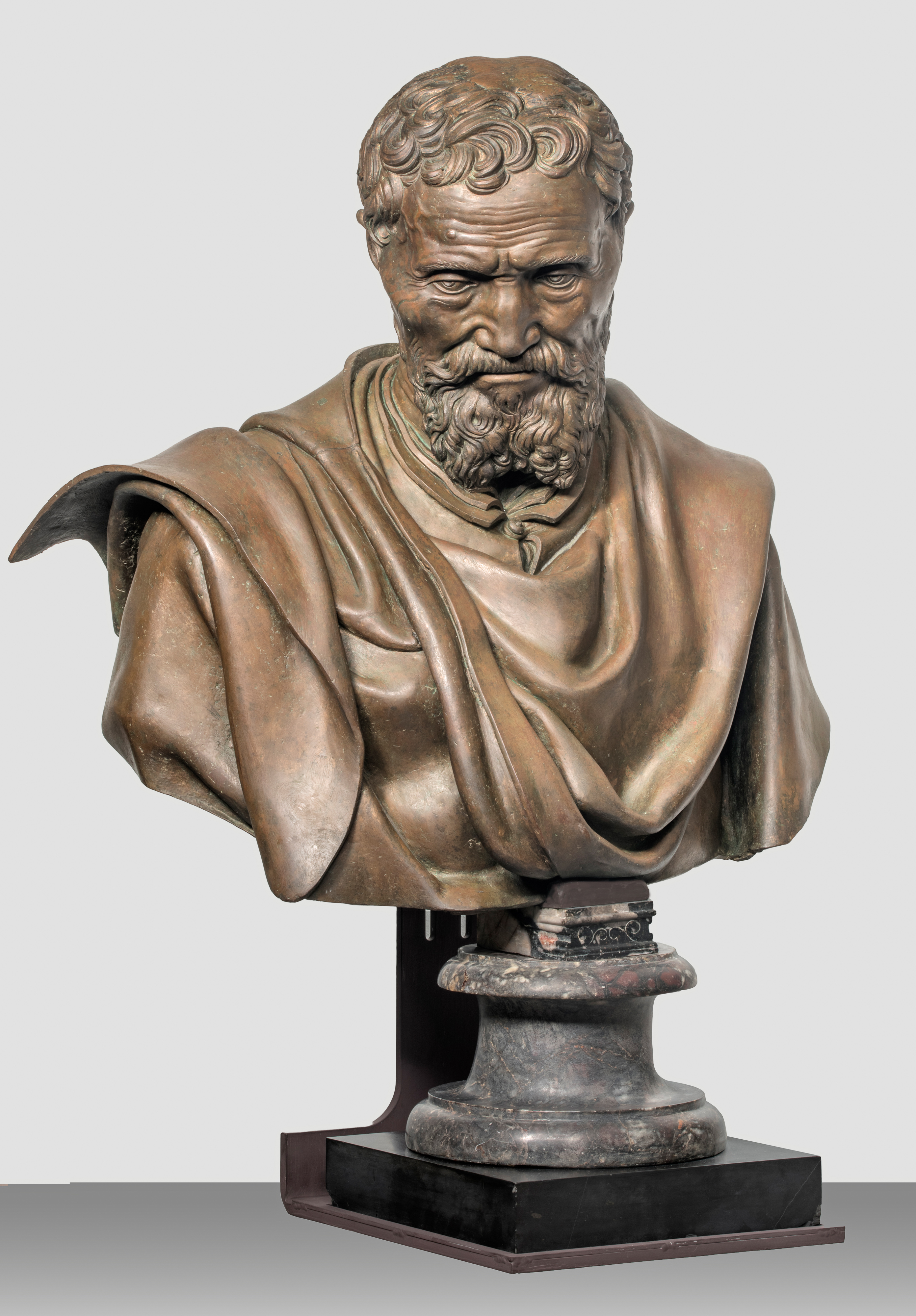
Busto di Michelangelo Buonarroti, Galleria dell'Accademia di Firenze

- Firenze, Galleria dell'Accademia, Busto di Michelangelo Buonarroti, 1564-1566, bronzo.
- Firenze, Museo Nazionale del Bargello: Busto di Michelangelo Buonarroti, bronzo.
- Firenze, Uffizi: Elia nel deserto, olio su tela.
- Firenze, Uffizi: Madonna col Bambino tra i santi Giovannino e Barbara, olio su tavola, 1548.
- Firenze, Uffizi: Strage degli Innocenti, tempera su rame, 1557.
- Madrid, Prado: Annunciazione, tempera su tavola.
- Parigi, Louvre: Davide e Golia
- Roma, Basilica di San Giovanni in Laterano, affreschi e ornati del soffitto della navata mediana.
- Roma, chiesa di Santa Trinità dei Monti: Assunzione della Vergine e Deposizione, 1543
- Roma, chiesa di San Marcello al Corso, Cappella del Crocifisso, affreschi: San Matteo e san Luca, 1543.
- Roma, Palazzo Massimo alle Colonne, affreschi con le Storie di Fabio Massimo, 1535.
- Vaticano, Musei Vaticani, affreschi e decorazioni del Vestibolo Quadrato del Museo Pio Clementino.
- Vaticano, Musei Vaticani, Stucchi alle pareti della Sala Regia, di fronte alla Cappella Sistina, 1545-1547.
- Volterra, Museo Diocesano: Madonna col Bambino e i santi Pietro e Paolo.
- Volterra, Palazzo Migliorini: Graffiti su facciata, figure femminili e festoni, 1530 ca